# غيلسون (لاعب كرة قدم)
غيلسون هو لاعب كرة قدم برازيلي في مركز الهجوم، ولد في 10 يناير 1979 في كوريتيبا في البرازيل. لعب مع أكاديميكا كويمبرا وشينيك ياروسلافل ونادي أبو مسلم خراسان ونادي شهرداري تبريز ونادي كوريتيبا ونادي مالمو.

## وصلات خارجية
- غيلسون (لاعب كرة قدم) على موقع قاعدة بيانات كرة القدم.إي يو (الإنجليزية)